# Battlesbury Camp

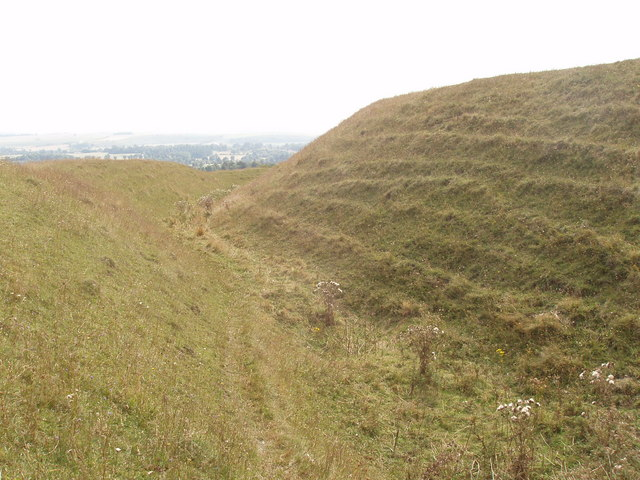
Vue du fossé et du rempart de terre.

Battlesbury Camp est une colline fortifiée de l'Âge du fer situé sur le site de Battlesbury Hill dans le Wiltshire.